# Салко Оруч
Салко Оруч (Високо, 4. новембар 1926 — Сарајево, 26. јануар 2018) био је учесник Народноослободилачке борбе и друштвено-политички радник Социјалистичке Републике Босне и Херцеговине.

## Биографија
Рођен је 4. новембра 1926. у Висиком, од оца Есада и мајке Ехлимане, рођене Алагић. Основну школу и Државну реалну гимназију похађао је у родном граду.
Током окупације Југославије 1942. прикључио се Народноослободилачком покрету (НОП). Као један од активнијих омладинаца исте године је примљен у чланство Савеза комунистичке омладине Југославије (СКОЈ). Године 1943. био је први секретар обновљеног скојевског актива у Високом.
После ослобођења Југославије био је члан Окружног комитета СКОЈ-а у Сарајеву, а 1947. био је члан Главног штаба омладинских радних бригада, које су радиле на омладинској радној акцији на изградњи пруге Шамац—Сарајево, за шта је одликован Орденом рада другог реда. Завршио је Високу привредну школу у Сарајеву.
Године 1950. вратио се у Високо, где је вршио дужност секретара Општинског комитета КПЈ. Од пролећа 1951. до лета 1952. обављао је функцију председника Среског Народног одбора Високо, а од септембра 1955. до новембра 1960. функцију председника Народног одбора општине Високо.
Године 1958. биран је за народног посланика Већа произвођача Народне скупштине НР Босне и Херцеговине, а 1963. за посланика Привредног већа Скупштине СР Босне и Херцеговине. Априла 1969. биран је за посланика Већа произвођача Скупштине СФРЈ. Потом је био председник Основне привредне коморе у Сарајеву. У периоду од 1974. до 1982. налазио се на дужности потпредседника Извршног већа Скупштине СР Босне и Херцеговине. За члана Централног комитета Савеза комуниста Босне и Херцеговине, биран је на Шестом конгресу (1974).
У два једногодишња мандата од 27. априла 1984. до 27. априла 1986. био је председник Скупштине СР Босне и Херцеговине.
Априла 1986. изанран је за члана Председништва СР Босне и Херцеговине, али је 20. јула 1988, заједно са Петром Додиком, напустио ову дужност због одласка у пензију.
Умро је у Сарајеву 26. јануара 2018, где је и сахрањен.